# Ingurtidorgius caprinus
Ingurtidorgius caprinus är en mångfotingart som beskrevs av Pius Strasser 1974. Ingurtidorgius caprinus ingår i släktet Ingurtidorgius, och familjen Trichopolydesmidae. Inga underarter finns listade.